# 张春生 (1965年)
张春生（1965年2月—），男，汉族，湖北荆门人，中华人民共和国企业家、政治人物，中国共产党党员，金陵石化董事长、党委书记，第十三届全国人民代表大会江苏地区代表。

## 生平
2018年2月24日，当选为第十三届全国人大代表。